# Монограм
Монограм је мотив направљен преклапањем или спајањем два или више слова или неке графеме у стварање неког симбола. Монограми се често праве комбиновањем иницијала појединца или неке организације, који се користе као симболи или логотипи.

##### Историја
Монограми се прво појављују на кованом новцу око 350. п. н. е.. Најранији познати примери су имена грчких градова на новцу, често користећи само прва два слова тих градова. Монограме су још користили уметници и занатлије на сликама, скулптурама, и комадима намештаја, поготово када су гилде пооштравале мере против недозвољеног учешћа у трговини.

##### Христов монограм
Христов монограм, или Лабарум (☧), се састоји од прва два грчка слова у речи Христ (грч. ΧΡΙΣΤΟΣ, или Χριστός), слова Х (Хи) и Р (Ро). Први пут га је употребио римски цар Константин. Слово Р се често приказује тако да подсећа на пастирски штап, а слово Х да подсећа на крст, представљајући Исуса Христа као доброг пастира своје пастве, хришћанске Цркве.

##### Монархистички монограми
Монограми са именима монарха су коришћени као ознака јавних организација у разним облицима монархија (краљевство, царство...), што је стварало везу са владарима. Монархистички монограми се још јављају на новцу, често са круном на њима.

## Галерија
- Монограм Александра I, краља Југославије
- Христов монограм
- Тањир са монограмом краља Александра Обреновића, крај 19. века. Део сталне поставке под називом „Поклони и откупи – време династије Обреновић” у горњомилановачком Музеју рудничко-таковског краја